# Alex To
Alex To Du Dewei (cinese tradizionale: 杜德偉; cinese semplificato: 杜德伟; pinyin: Dù Déwěi; Hong Kong, 10 febbraio 1962) è un attore e cantante cinese.
Il suo nome di nascita è Alejandro Delfino, ed è anche conosciuto anche come To Tak-wai. Nel 1985 è stato il vincitore del quarto New Talent Singing Awards. Ha pubblicato diversi album durante tutta la sua carriera, ed ha forti influenze R&B.

## Biografia
Alex To è nato e cresciuto ad Hong Kong da padre filippino e madre cinese di Shanghai. Nel 1980, all'età di 18 anni, è andato a studiare a Vancouver, in Canada, laureandosi in design commerciale. Nel 1985, all'età di 23 anni, si è laureato all'università ed ha iniziato a lavorare come direttore artistico ad Hong Kong. Quello stesso anno, è entrato al quarto New Talent Singing Awards annuale, vincendo il primo posto. Più tardi firmò un contratto con la casa discografica Capital Artists, dando avvio alla propria carriera nell'industria musicale. Il suo album di debutto in cantonese, 只想留下, è stato pubblicato nel 1987. Il suo primo album in cinese, 談情說愛, è stato pubblicato nel 1990 a Taiwan.